# Laguna Salada (Mexique)
Pour les articles homonymes, voir Laguna Salada.
La laguna Salada est un lac salé situé en Basse-Californie, dans le désert de Sonora à 10 mètres sous le niveau de la mer. Elle mesure 17 km de large pour 60 km de long.